# Cosmos (Minnesota)
Cosmos é uma cidade localizada no estado americano de Minnesota, no Condado de Meeker.

## Demografia
Segundo o censo americano de 2000, a sua população era de 582 habitantes.
Em 2006, foi estimada uma população de 569, um decréscimo de 13 (-2.2%).

## Geografia
De acordo com o United States Census Bureau tem uma área de 2,9 km², dos quais 2,9 km² cobertos por terra e 0,0 km² cobertos por água. Cosmos localiza-se a aproximadamente 339 m acima do nível do mar.

## Localidades na vizinhança
O diagrama seguinte representa as localidades num raio de 24 km ao redor de Cosmos.